# 兵庫県道4号香住村岡線
兵庫県道4号香住村岡線（ひょうごけんどう4ごう かすみむらおかせん）は、兵庫県美方郡香美町を通る県道（主要地方道）である。

## 概要
兵庫県美方郡香美町香住区から美方郡香美町村岡区を結ぶ。
1970年（昭和45年）3月までは国道178号の一部であった。また、国道178号の整備に伴う香住道路・余部道路の開通により、さらに旧道が移管されつつある。

### 路線データ
- 起点：美方郡香美町香住区余部（E9 山陰近畿自動車道余部IC・国道178号交点）
- 終点：美方郡香美町村岡区和田（村岡区和田交差点、国道9号交点）
- 総延長：29.189 km

## 歴史
- 1971年10月、主要地方道4号香住村岡線を認定。
- 1993年（平成5年）5月11日 - 建設省から、県道香住村岡線が香住村岡線として主要地方道に指定される[1]。
- 2005年3月27日の香住道路開通に伴う国道178号の経路変更により、起点が一本松南交差点まで延伸。また、香住小学校前交差点 - 香住IC間が国道178号と重複することとなる。
- 2008年7月29日、兵庫県告示789号により、香住道路の旧道区間の一部である一本松南交差点 - 香住小学校前交差点間が、兵庫県道164号香住港線（一本松南交差点 - 一日市交差点間）と香美町道に移管され、当路線から外れる[2]。
- 2016年3月22日、兵庫県告示287号により、2010年12月12日の余部道路開通に伴い旧道となった国道178号の余部IC - 香住小学校前交差点間が当県道に移管され、起点が変更される[3]。またこの時、先述の国道178号との重複も解消。
- 2023年8月15日 - 台風7号による豪雨。香美町内で路面が冠水、土砂で埋没する被害[4]。
- 2024年3月16日、矢田橋の新橋（美方郡香美町香住区矢田 - 七日市、222 m）が開通する[5]。

## 路線状況

### 道の駅

道の駅あゆの里矢田川

- 道の駅あゆの里矢田川

## 地理

### 通過する自治体
- 美方郡香美町

### 交差する道路

大平橋・村岡区長瀬

| 交差する道路                                                          | 交差する場所   | 交差する場所            |
| --------------------------------------------------------------------- | -------------- | ----------------------- |
| E9 山陰近畿自動車道 国道178号 重複 国道178号 / 余部支線               | 香住区余部     | 3 余部IC / 起点         |
| 兵庫県道166号鎧停車場線                                               | 香住区鎧       |                         |
| 兵庫県道165号香住停車場線                                             | 香住区香住     |                         |
| E9 山陰近畿自動車道 国道178号 重複 兵庫県道・京都府道11号香美久美浜線 | 香住区香住     | 油良口交差点 2 香住IC   |
| 兵庫県道258号山田日高線                                               | 村岡区長瀬     |                         |
| 兵庫県道257号山田新温泉線                                             | 村岡区長瀬     |                         |
| 兵庫県道550号熊谷味取線                                               | 村岡区味取（） |                         |
| 兵庫県道266号川会入江線                                               | 村岡区川会（） |                         |
| 国道9号 国道482号 重複 兵庫県道561号湯谷和田線                        | 村岡区和田     | 村岡区和田交差点 / 終点 |

### 沿線にある施設など

大乗寺

- 大乗寺（円山応挙ゆかりの寺）